# كأس آسيا 1980
بطولة كأس آسيا 1980 كانت النسخة السابعة من كأس أمم آسيا، البطولة الأهم لكرة القدم في قارة آسيا. وقد استضافتها الكويت في الفترة بين 15 و30 سبتمبر. شاركت 10 منتخبات في المنافسة حيث تم توزيعهم على مجموعتين، كل واحدة تضم خمسة فرق. وتوجت الكويت بلقب البطولة لأول مرة بتغلبها على كوريا الجنوبية 3–0 في المباراة النهائية.

## التصفيات
- الكويت تأهلت بشكل مباشر كونها المضيفة.
- إيران تأهلت بشكل مباشر كونها حاملة اللقب.

المنتخبات الثمانية التي تأهلت عن طريق التصفيات:
- بنغلاديش
- الصين
- ماليزيا
- كوريا الشمالية
- قطر
- كوريا الجنوبية
- سوريا
- الإمارات العربية المتحدة

## الملاعب
| ستاد صباح السالم |
| ---------------- |
| مدينة الكويت     |
| السعة: 22,000    |
|                  |

## التشكيلات
لقائمة مكتملة عن المنتخبات التي لعبت في النهائيات، انظر تشكيلات كأس آسيا 1980.

## مرحلة المجموعات
| عنوان تفسيري | عنوان تفسيري                         |
| ------------ | ------------------------------------ |
|              | تأهل المتصدر والوصيف إلى نصف النهائي |

### المجموعة أ
| فريق           | لعب | ف | ت | خ | له | عليه | ف.أ | نقاط |
| -------------- | --- | - | - | - | -- | ---- | --- | ---- |
| إيران          | 4   | 2 | 2 | 0 | 12 | 4    | +8  | 6    |
| كوريا الشمالية | 4   | 3 | 0 | 1 | 9  | 7    | +2  | 6    |
| سوريا          | 4   | 2 | 1 | 1 | 3  | 2    | +1  | 5    |
| الصين          | 4   | 1 | 1 | 2 | 9  | 5    | +4  | 3    |
| بنغلاديش       | 4   | 0 | 0 | 4 | 2  | 17   | −15 | 0    |

| كوريا الشمالية                           | 3–2 | بنغلاديش                                           |
| ---------------------------------------- | --- | -------------------------------------------------- |
| تشوي جاي-بيل 44'، 45' · كيم جونغ-مان 90' |     | أشرف الدين تشونو 60' (ركلة.) · قاضي صلاح الدين 88' |

| إيران | 0–0 | سوريا |
| ----- | --- | ----- |
|       |     |       |

| كوريا الشمالية  | 2–1 | الصين       |
| --------------- | --- | ----------- |
| كيم بوك-مان 20' |     | لي فوباو 7' |

| بنغلاديش | 0–1 | سوريا       |
| -------- | --- | ----------- |
|          |     | جمال كشك 7' |

| الصين                              | 2–2 | إيران                               |
| ---------------------------------- | --- | ----------------------------------- |
| تشين جينغانغ 74' · كاي جينبياو 89' |     | حميد عليدوستي 35' · بهتاش فريبا 70' |

| بنغلاديش | 0–7 | إيران                                                                     |
| -------- | --- | ------------------------------------------------------------------------- |
|          |     | بهتاش فريبا 11'، 34'، 80'، 82' · حسن روشن 21' · عبد الرضا برزغري 27'، 87' |

| سوريا        | 1–0 | الصين |
| ------------ | --- | ----- |
| جمال كشك 86' |     |       |

| إيران                                                    | 3–2 | كوريا الشمالية                        |
| -------------------------------------------------------- | --- | ------------------------------------- |
| حميد عليدوستي 27' · إيرج داناييفرد 57' · بهتاش فريبا 60' |     | هوانغ سانغ-هوي 68' · باك جونغ-هون 90' |

| الصين                    | 6–0 | بنغلاديش |
| ------------------------ | --- | -------- |
| شين شيانغفو · شو يونغلاي |     |          |

| كوريا الشمالية | 2–1 | سوريا       |
| -------------- | --- | ----------- |
|                |     | جودت سليمان |

### المجموعة ب
| م | الفريق                   | لعب | ف | ت | خ | أ.له | أ.ع | أ.ف | نقاط | التأهل                      |
| - | ------------------------ | --- | - | - | - | ---- | --- | --- | ---- | --------------------------- |
| 1 | كوريا الجنوبية           | 4   | 3 | 1 | 0 | 10   | 2   | +8  | 7    | تأهل إلى مرحلة خروج المغلوب |
| 2 | الكويت (H)               | 4   | 2 | 1 | 1 | 8    | 5   | +3  | 5    | تأهل إلى مرحلة خروج المغلوب |
| 3 | ماليزيا                  | 4   | 1 | 2 | 1 | 5    | 5   | 0   | 4    |                             |
| 4 | قطر                      | 4   | 1 | 1 | 2 | 3    | 8   | −5  | 3    |                             |
| 5 | الإمارات العربية المتحدة | 4   | 0 | 1 | 3 | 3    | 9   | −6  | 1    |                             |

| الإمارات العربية المتحدة | 1–1 | الكويت         |
| ------------------------ | --- | -------------- |
| أحمد شومبي 35'           |     | سعد الحوطي 19' |

| كوريا الجنوبية  | 1–1 | ماليزيا           |
| --------------- | --- | ----------------- |
| تشوي سون-هو 69' |     | ذو الكفل حمزة 90' |

| قطر                  | 2–1 | الإمارات العربية المتحدة |
| -------------------- | --- | ------------------------ |
| منصور مفتاح 50'، 60' |     | غانم الهاجري 58'         |

| الكويت                                              | 3–1 | ماليزيا           |
| --------------------------------------------------- | --- | ----------------- |
| فتحي كميل 20' · جاسم يعقوب 53' (ركلة.)، 77' (ركلة.) |     | ذو الكفل حمزة 44' |

| قطر | 0–2 | كوريا الجنوبية                   |
| --- | --- | -------------------------------- |
|     |     | لي جونغ-إيل 7' · تشوي سون-هو 21' |

| ماليزيا                          | 2–0 | الإمارات العربية المتحدة |
| -------------------------------- | --- | ------------------------ |
| عبده ألف 32' · توكامين بهاري 89' |     |                          |

| الكويت | 0–3 | كوريا الجنوبية                             |
| ------ | --- | ------------------------------------------ |
|        |     | هوانغ سيوك-كيون 47' · تشوي سون-هو 71'، 78' |

| ماليزيا       | 1–1 | قطر |
| ------------- | --- | --- |
| توكامين بهاري |     |     |

| كوريا الجنوبية                                        | 4–1 | الإمارات العربية المتحدة |
| ----------------------------------------------------- | --- | ------------------------ |
| تشوي سون-هو 26'، 53'، 78' (ركلة.) · تشونغ هاي-وون 84' |     | أحمد شومبي 79'           |

| الكويت                                                                 | 4–0 | قطر |
| ---------------------------------------------------------------------- | --- | --- |
| فيصل الدخيل 32'، 57' · جاسم يعقوب 50' (ركلة.) · عبد العزيز العنبري 66' |     |     |

## مرحلة خروج المغلوب
|  | نصف النهائي              | نصف النهائي              |   |                          | النهائي                  | النهائي |  |
|  |                          |                          |   |                          |                          |         |  |
|  | 28 سبتمبر – مدينة الكويت |                          |   |                          |                          |         |  |
|  | إيران                    | 1                        |   |                          |                          |         |  |
|  | الكويت                   | 2                        |   |                          |                          |         |  |
|  |                          |                          |   |                          |                          |         |  |
|  |                          |                          |   |                          | 30 سبتمبر – مدينة الكويت |         |  |
|  |                          |                          |   |                          | الكويت                   | 3       |  |
|  |                          | كوريا الجنوبية           | 0 |                          |                          |         |  |
|  |                          |                          |   |                          |                          |         |  |
|  |                          |                          |   |                          |                          |         |  |
|  |                          |                          |   |                          | المركز الثالث            |         |  |
|  | 28 سبتمبر – مدينة الكويت | 28 سبتمبر – مدينة الكويت |   | 29 سبتمبر – مدينة الكويت | 29 سبتمبر – مدينة الكويت |         |  |
|  | كوريا الجنوبية           | 2                        |   | إيران                    | 3                        |         |  |
|  | كوريا الشمالية           | 1                        |   |                          | كوريا الشمالية           | 0       |  |

### نصف النهائي
| إيران         | 1–2 | الكويت                           |
| ------------- | --- | -------------------------------- |
| حسين فركي 90' |     | جاسم يعقوب 63' · فيصل الدخيل 85' |

| كوريا الجنوبية         | 2–1 | كوريا الشمالية           |
| ---------------------- | --- | ------------------------ |
| تشونغ هاي-وون 80'، 89' |     | باك جونغ-هون 19' (ركلة.) |

### مباراة المركز الثالث
| إيران                                | 3–0 | كوريا الشمالية |
| ------------------------------------ | --- | -------------- |
| بهتاش فريبا 49' · حسين فركي 66'، 76' |     |                |

### النهائي
| الكويت                               | 3–0 | كوريا الجنوبية |
| ------------------------------------ | --- | -------------- |
| سعد الحوطي 8' · فيصل الدخيل 34'، 69' |     |                |

## مسجلي الأهداف
7 أهداف
- تشوي سون-هو
- بهتاش فريبا

5 أهداف
- فيصل الدخيل

4 أهداف
- جاسم يعقوب

3 أهداف
- شين شيانغفو
- شو يونغلاي
- حسين فركي
- تشونغ هاي-وون

هدفين
| - عبد الرضا برزغري - حميد عليدوستي - سعد الحوطي - توكامين بهاري | - ذو الكفل حمزة - تشوي جاي-بيل - كيم بوك-مان | - باك جونغ-هون - منصور مفتاح - جمال كشك - أحمد شومبي |

هدف
| - أشرف الدين تشونو - قاضي صلاح الدين - كاي جينبياو - تشين جينغانغ - لي فوباو - حسن روشن - إيرج داناييفرد | - عبد العزيز العنبري - فتحي كميل - عبده ألف - هوانغ سانغ-هوي | - كيم جونغ-مان - هوانغ سيوك-كيون - لي جونغ-إيل - جودت سليمان - غانم الهاجري |

## الجوائز

### الفائز
| بطل كأس آسيا 1980    |
| -------------------- |
| · الكويت · للمرة أول |

### فريق النجوم
| حارس المرمى | المدافعون                                       | لاعبو الوسط                            | المهاجمون                          |
| ----------- | ----------------------------------------------- | -------------------------------------- | ---------------------------------- |
| ناصر حجازي  | نعيم سعد سوه تشين آون محبوب جمعة مهدي دينورزاده | عبد الرضا برزغري سعد الحوطي لي يونغ-مو | تشوي سون-هو فيصل الدخيل جاسم يعقوب |

## المراكز النهائية
| مركز                  | فريق                     | لعب | ف | ت | خ | له | عليه | ف.أ | نقاط |
| --------------------- | ------------------------ | --- | - | - | - | -- | ---- | --- | ---- |
| 1                     | الكويت                   | 6   | 4 | 1 | 1 | 13 | 6    | +7  | 9    |
| 2                     | كوريا الجنوبية           | 6   | 4 | 1 | 1 | 12 | 6    | +6  | 9    |
| 3                     | إيران                    | 6   | 3 | 2 | 1 | 16 | 6    | +10 | 8    |
| 4                     | كوريا الشمالية           | 6   | 3 | 0 | 3 | 10 | 12   | −2  | 6    |
| الخروج من الدور الأول |                          |     |   |   |   |    |      |     |      |
| 5                     | سوريا                    | 4   | 2 | 1 | 1 | 3  | 2    | +1  | 5    |
| 6                     | ماليزيا                  | 4   | 1 | 2 | 1 | 5  | 5    | 0   | 4    |
| 7                     | الصين                    | 4   | 1 | 1 | 2 | 9  | 5    | +4  | 3    |
| 8                     | قطر                      | 4   | 1 | 1 | 2 | 3  | 8    | −5  | 3    |
| 9                     | الإمارات العربية المتحدة | 4   | 0 | 1 | 3 | 3  | 9    | −6  | 1    |
| 10                    | بنغلاديش                 | 4   | 0 | 0 | 4 | 2  | 17   | −15 | 0    |

## رواب خارجية
- South Korea International Matches
- الاتحاد الكويتي لكرة القدم
- All-Star Team News Straits Times, 2 October 1980, Page 27
- التفاصيل على RSSSF